# François Blondel (Mediziner)

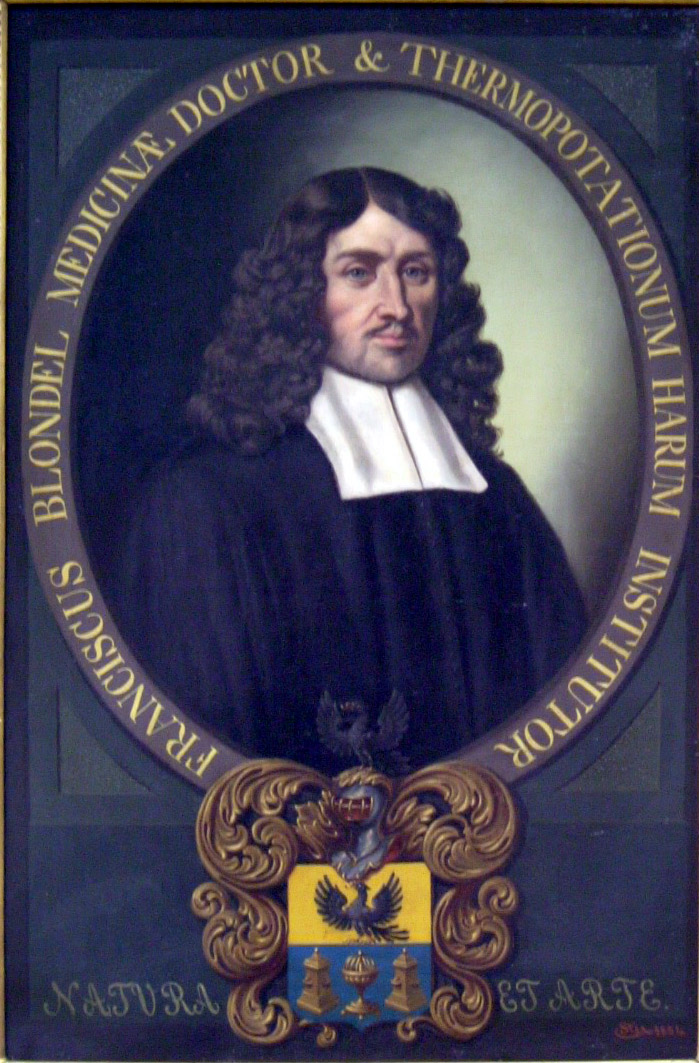
Blondel in zeitgenössischer Darstellung eines unbekannten Künstlers

François Blondel (eingedeutscht Franz Blondel, latinisiert Franciscus Blondellus; * 1613 in Lüttich; † 9. Mai 1703 in Aachen) war ein bekannter Bade- und Kurarzt des 17. Jahrhunderts, der sich mit der Heilwirkung von Thermalquellen beschäftigte.

## Leben

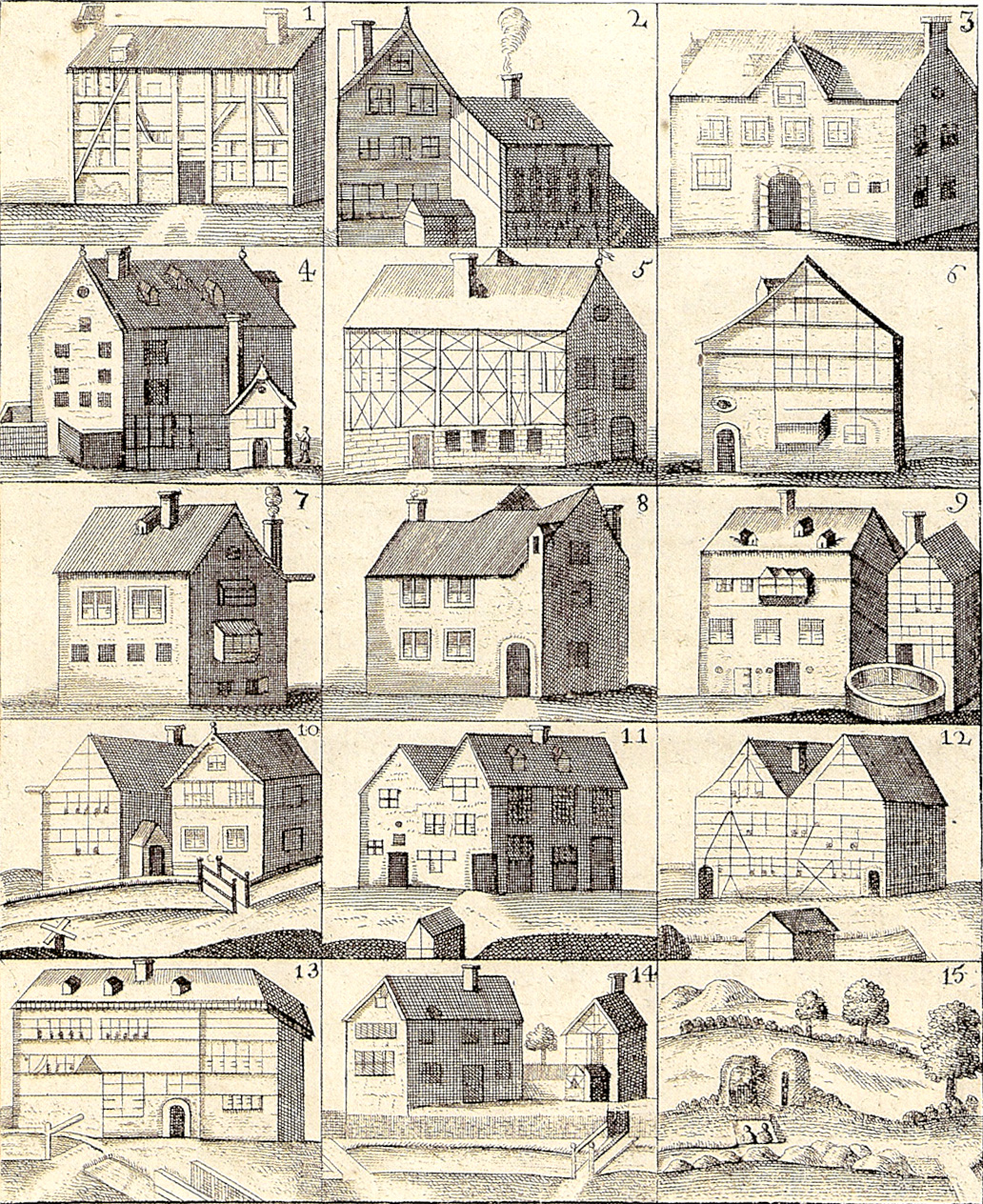
Die Badehäuser von Burtscheid aus einer Badeschrift von Franciscus Blondel

Über die Herkunft Blondels ist nur bekannt, dass er 1613 in Lüttich geboren wurde und in Douai Medizin studierte, wo er auch 1643 promovierte. Als Arzt war er zunächst in Malmedy und Spa tätig, ehe er in Trier zum Leibarzt des Kurfürsten Philipp Christoph von Sötern ernannt wurde. Nach dem Tod des Kurfürsten im Februar 1652 kam er dann nach Aachen; die Stadt hatte als Kurort einen gewissen Ruf erworben, wurde allerdings 1656 durch einen Brand fast völlig in Schutt und Asche gelegt. Blondel blieb trotzdem und machte es sich – ab 1660 als Beigeordneter des Bade-Inspectors Jakob Didier – zur Aufgabe, Aachens Heilquellen bekannt zu machen.
Vor allem setzte er sich für die Trinkkur ein, die in Aachen 1661 eingeführt wurde. Die Tatsache, dass in diesem Jahr auch die Gemahlin des Großen Kurfürsten, Luise Henriette von Oranien, Blondels Trinkkur erprobte, sorgte für den erhofften Zulauf. In diesem Jahr erschien auch seine erste medizinische Schrift über die Heilungserfolge der Trinkkur. Ab dem Jahr 1666 wurde er von der Stadt Aachen beauftragt, die örtlichen Apotheken zu überwachen. 1674 übernahm Blondel zunächst vertretungsweise die Aufgaben des zweiten Stadtarztes (medicus secundarius) Nikolaus Klonckart.
Nach dem Tod des ersten Stadtarztes (medicus primarius) Mathaeus Geyr im Jahr 1686 wurden Blondel im Alter von 73 Jahren von der Stadt Aachen die Aufgaben des ersten Stadtarztes und Brunnen- und Badeinspektors übertragen.
Er starb nach längerer Krankheit am 9. Mai 1703 und wurde in der Kirche St. Paul des Dominikanerklosters Aachen beigesetzt.
Blondels bekannteste Schrift, die viel zu Aachens Ruf als Heilbad beigetragen hat, ist Auszführliche Erklärung und augenscheinliche Wunderwirkung deren heylsamen Badt- und Trinkgewässern zu Aachen, erschienen 1671 zunächst auf Latein unter dem Titel Thermarum Aquisgranensium Et Porcetanarum Descriptio: Congruorum quoque ac salubrium usuum Balneationis Et Potationis Elucidatio. Das Buch wurde in mehrere Sprachen übersetzt.

## Ehrungen

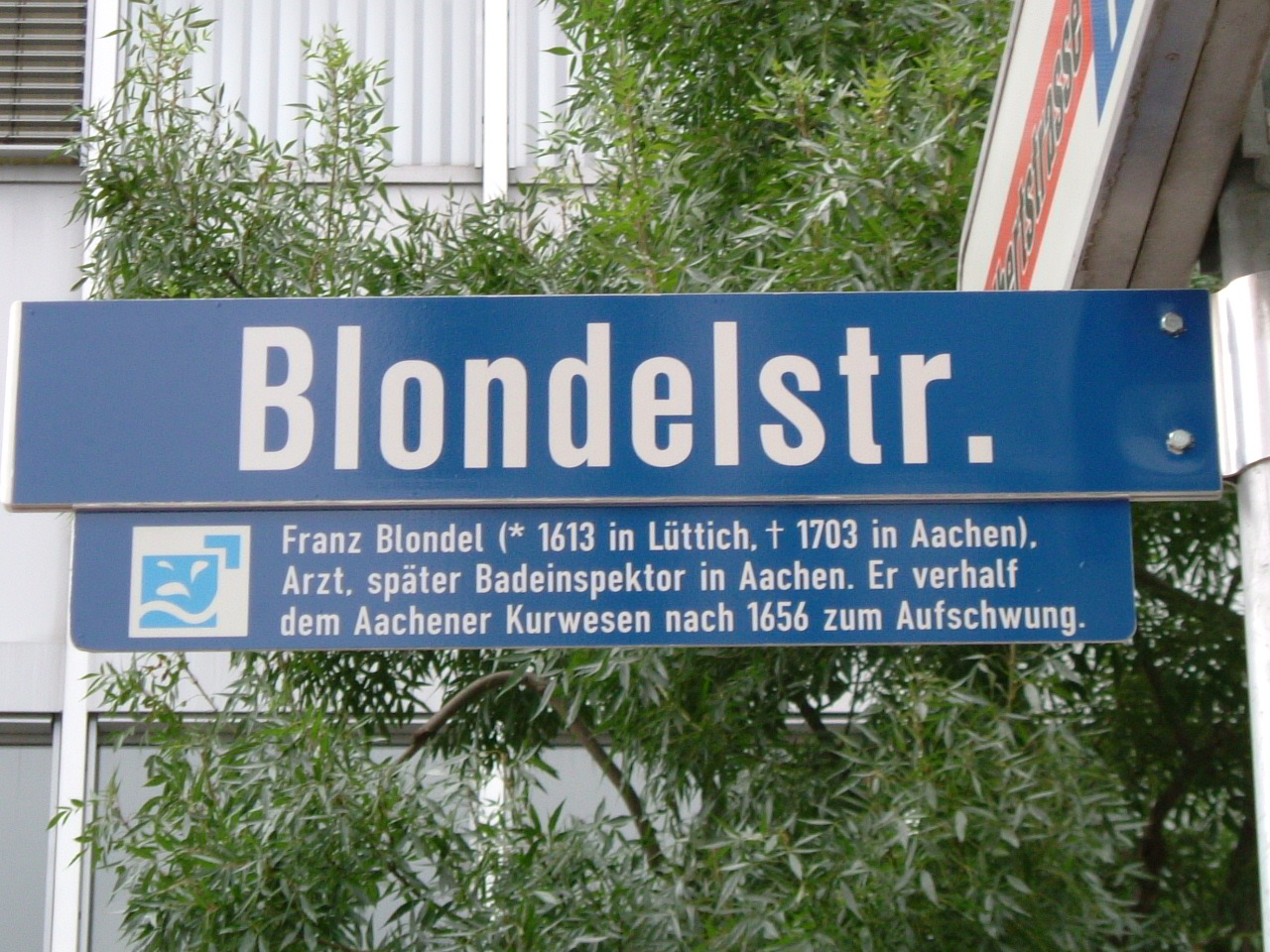
Zusatzschild an der Blondelstraße der Thermalwasserroute Aachen

Seit 1977 wird von der Stadt Aachen die Dr. Franciscus Blondel-Medaille für besondere Verdienste auf dem Gebiet der Rheumatologie vergeben.

In Anerkennung der Verdienste hat die Stadt Aachen in der Nähe des Alten Kurhauses eine Straße nach Blondel benannt, die seit 2007 im Rahmen der Thermalwasserroute Aachen mit einem entsprechenden Zusatzinformationsschild ausgestattet wurde.

## Werke
- Fr. Blondelli Thermopotationis Aquisgranensis Enarratio et auspicium ad clar. virum D. Joannem Gaen, med. Leodiensen, Typis P. Ouweni 24 S.; Aachen, 1661
- Lettre de François Blondel Docteur en Medicine au Sieur Jacques Didier Medicin de Sedan, touchant les Eaux Minerales chaudes d'Aix & de Borcet; et au Sieur Jean Gaen, Medicin de Liège, sur le Premices de la Boisson publiquedes mémes Eaux & les rares cures,qui se sont faites par leur usage pendant l'année 1661, Bruxelles 1662
- Thermarum Aquisgranensium Et Porcetanarum Descriptio: Congruorum quoque ac salubrium usuum Balneationis Et Potationis Elucidatio, Aachen 1671 (1. Auflage), 1685 (2. Auflage), 1688 (3., überarbeitete Auflage)
- Auszführliche Erklärung und augenscheinliche Wunderwirkung deren heylsamen Badt- und Trinkgewässern zu Aach, in welchen derselben wunderbarliche Natur und Aigenschaften, auch vielfaeltige und bewehrte durch Baden und Trincken erhaltene Curen, beneben nothwendiger und nützlicher Underrichtung, wie sich die Gesunden so woll Krancken in deren Brauchung zu verhalten haben, gruendlich beschrieben werden. Aachen 1688 MDZ-München